# Lasse Lührs
Lasse Lührs, né le 16 mai 1996 à Wingst, est un triathlète professionnel allemand. Champion olympique aux Jeux de Paris en 2024, il fait partie de l'équipe d'Allemagne victorieuse de l'épreuve en relais mixte.

## Biographie
Au niveau junior, il est champion national en juin 2014 et devient champion d'Europe junior en sprint par équipes avec l'équipe allemande aux championnats d'Europe de triathlon 2014 à Kitzbühel, en Autriche. Il remporte l'année suivante l'or individuel à la Coupe d'Europe 2015 à Vienne puis, en juillet 2015, il devient champion d'Europe junior à Genève avec également l'argent en relais mixte.
Après être passél dans la catégorie élite, il termine second de l'épreuve de triathlon de la Coupe du monde à Madrid en 2019.
Il est champion d'Allemagne de triathlon sur la distance sprint en 2022. Cette année-là, il termine à la neuvième place du classement général des championnats du monde de triathlon 2022 avec une cinquième place lors de a finale à Pontevedra
Qualifié pour les Jeux olympiques de Paris 2024, il termine la course individuelle à la 21e place avec un temps de 1 h 45 min 56 s. Lors de l’épreuve en relais mixte, il remporte le titre olympique avec ses compatriotes Hellwig, Tertsch et Lindemann.

## Palmarès
Le tableau présente les résultats les plus significatifs (podium) obtenus sur le circuit national et international de triathlon depuis 2018.
| Année | Compétition                      | Pays      | Position      | Temps       |
| ----- | -------------------------------- | --------- | ------------- | ----------- |
| 2022  | Championnat d'Allemagne - Sprint | Allemagne | Médaille d'or | 51 min 2 s  |
| 2018  | Championnat d'Allemagne - Sprint | Allemagne | Médaille d'or | 56 min 30 s |

| Année | Compétition                           | Pays      | Position          | Temps           |
| ----- | ------------------------------------- | --------- | ----------------- | --------------- |
| 2024  | Championnats du monde en relais mixte | Allemagne | Médaille d'or     | 1 h 19 min 53 s |
| 2024  | Jeux olympiques                       | France    | Médaille d'or     | 1 h 25 min 39 s |
| 2021  | Championnat d'Europe - relais Mixte   | Autriche  | Médaille d'argent | 1 h 9 min 36 s  |